# Erazm Antoni Ossoliński
Erazm Antoni Ossoliński herbu Topór (zm. przed 8 maja 1750 roku) – chorąży podlaski w 1730 roku, cześnik mielnicki w 1698 roku.
Był elektorem Stanisława Leszczyńskiego w 1733 roku.